# Kelsie Wills
Kelsie Wills (seit 30. Dezember 2022 Kelsie Thwaites) (* 8. Januar 1993 in Hamilton) ist eine neuseeländische ehemalige Volleyball- und Beachvolleyballspielerin. Sie wurde mit verschiedenen Partnerinnen zwei Mal Meisterin ihres Heimatlands im Sand. 2019 entschied sie sich für eine Rugbykarriere.

## Karriere
In ihrer Jugend war die Schülerin am Matamata College gleichzeitig in verschiedenen Sportarten aktiv. So spielte sie sechs lang Jahre Basketball und wurde in den Jahren 2007 bis 2009 Most Valuable Player. Sie war in fünf Spielzeiten die beste Tennisspielerin der High School und vertrat die Region Waikato bei verschiedenen Events. Im Abschlussjahr war sie die zweitbeste Schwimmerin ihrer Schule und gewann die Meisterschaften im Geländelauf. Im Netball wurde sie zu einem Auswahllehrgang eingeladen.

### Karriere im Hallenvolleyball
Neben all den anderen Sportarten konzentrierte sich die junge Sportlerin während ihrer Zeit an der High School auch schon auf Volleyball. Von 2007 bis 2010 wurde sie als bedeutendste Spielerin des Jahres ausgezeichnet. Da ihre Trainer ihr großes Talent erkannten, wurde sie sowohl in die U17- als auch in die U19-Nationalmannschaften berufen. In ihrem Senior-Jahr führte sie als Kapitänin ihre Mannschaft zum siebten Platz bei den Secondary School Championships, ein Resultat, dass ihre Ausbildungsstätte noch nie zuvor erreicht hatte. Im gleichen Jahr wurde Kelsie Wills zur Sportswoman of the Year gewählt.
Anschließend erhielt die Außenangreiferin ein Stipendium an der Hofstra University und erbrachte in der Zeit mehrere hervorragende Leistungen für ihre Hochschule. In ihrer ersten Spielzeit wurde sie in allen 114 Sätzen der 31 Spiele ihres Teams eingesetzt. Ihr gelangen 354 erfolgreiche Angriffsschläge, 338 erfolgreiche Abwehraktionen sowie 43 Blocks und sie wurde zwei Mal Colonial Athletic Association (CAA) Neuling der Woche. Für diese Zahlen wurde sie in die CAA All Rookie Selection gewählt. Als Sophomore konnte sie vor allem die Anzahl an erfolgreichen Aktionen am Netz noch deutlich erhöhen. Dafür wurde sie als bedeutendste Spielerin der gesamten CAA-Meisterschaft ausgezeichnet. Ähnliche Werte erreichte sie 2013. Wie auch schon im Vorjahr wurde sie für die All-CAA First Team Selection benannt. Dank ihrer überragenden Performance führte sie als Senior ihr Team, zu dem auch die Deutsche Hannah Klemm gehörte, 2014 mit 28 Siegen und nur fünf Niederlagen zur CAA-Meisterschaft und sicherte ihm wie schon 2012 einen Platz in der ersten Runde der NCAA-Championships. Mit ihren insgesamt 1937 kills übertraf sie die bis dahin beste Angreiferin aller Zeiten der Hofstra-Bildungstätte um 283. Wills gehörte mit 1226 Digs außerdem zu den bisherigen sechs Spielerinnen der New Yorker Uni, die als mehr als je 1000 erfolgreiche Angriffs- und Abwehraktionen erreicht hatten. Sie war darüber hinaus erst die zweite Studentin, die aus dieser Hochschule zur American Volleyball Coaches Association (AVCA)-All American gekürt wurde.
Nach erfolgreichem Abschluss ihres Studiums unterschrieb die Neuseeländerin einen Profivertrag beim französischen Erstligisten Stade Francais Paris Saint Cloud. Mit dem Hauptstadtclub scheiterte sie äußerst unglücklich in der ersten Runde des CEV Pokals. Nach ausgeglichenem Spiel- und Satzverhältnis in Hin- und Rückspiel entschied ein Golden Set zugunsten der finnischen Gegnerinnen. Wesentlich besser lief es dagegen im Ligabetrieb. Die Pariserinnen belegten nach Abschluss der Hauptrunde den dritten Platz in der Tabelle. In den Play-offs konnten sie sich im Viertelfinale nach dem 1:3-Rückstand aus dem Hinspiel durch ein 3:0 im Heimspiel gegen Cannet für die Vorschlussrunde qualifizieren. Dann verloren sie gegen den Vorrundensiebten Saint-Raphaël Var Volley-Ball, der danach auch das Endspiel gewann, ein notwendig gewordenes Entscheidungsspiel in Paris mit 1:3. Im Anschluss an das Spieljahr beendete Kelsie Wills ihre Hallenkarriere und kehrte in ihr Heimatland zurück.

### Karriere im Beachvolleyball
Als Dreizehnjährige begann die von der Nordinsel des Pazifik-Staats stammende Athletin 2006 mit dem Beachvolleyball. 2009 nahm sie mit Lydia McCormack an den U19-Weltmeisterschaften teil. Die Neuseeländerinnen belegten gemeinsam mit Melissa Humana-Paredes und deren damaliger Partnerin den siebzehnten Platz unter 32 teilnehmenden Duos. Ein Jahr später schieden Wills und Stephanie Pierce genauso wie ihre Landsfrauen Danielle Quigley / Charlotte Joy in der ersten Qualifikationsrunde aus. Nach einer Pause von sieben Jahren startete die in Hamilton geborene Sportlerin zum ersten Mal wieder bei Veranstaltungen im Sand. Mit Francesca Kirwan erreichte sie zwei Mal bei der Neuseelandtour Podestplätze und gewann mit ihr die ersten Beachvolleyballmeisterschaften ihres Heimatlandes.
Noch im gleichen Jahr wurde Shaunna Polley Partnerin von Kelsie Wills. Die beiden standen 2017 im Viertelfinale der Asienmeisterschaften. Sie erkämpften Bronzemedaillen bei einem nationalen Wettbewerb in Valencia sowie einem Ein-Stern-Event der FIVB in Ulsan und wurden Siebzehnte beim Drei-Sterne-Turnier in Qinzhou. In der folgenden Saison gewannen sie die Neuseeland Championships, für Wills war es bereits der zweite Titel. Außerdem überstanden sie die erste Runde der Qualifikation beim Fort Lauderdale Major und hatten das Pech, anschließend auf die späteren Finalistinnen Carolina Horta und Taiana Lima zu treffen. Zuvor hatten die Neuseeländerinnen noch die Gruppenphase des ersten Beachvolleyballturniers bei Commonwealth Games in Gold Coast ungeschlagen überstanden.
2019 entschloss sich Wills, auch ihre Beachvolleyballkarriere zu beenden und sich stattdessen auf Rugby zu konzentrieren.

### Karriere im Rugby
In der ersten Zeit nach ihrem Volleyballausstieg schaffte es Kelsie Wills in den Kader der Bay of Plenty-Volkanix für ein nationales Turnier. Anfang 2020 wurde sie für ein Trainingslager der Nationalmannschaft ausgewaählt.  Am 31. Oktober 2021 machte sie ihr erstes Spiel für die Black Ferns gegen England. Eine Woche später fand ein weiteres Testspiel gegen denselben Gegner statt. Im Mai zuvor hatte die ehemalige Volleyballspielerin auch ihr erstes Spiel für die Manawa Chiefs gemacht. 2023 gewann das Team von Kelsie Thwaites, wie sie inzwischen hieß, die ersten vier Spiele der Super Rugby Aupiki Saison und stand im Finale, verlor dieses allerdings knapp mit 31:33 gegen Matatu. Anschließend war Thwaites noch einmal wie schon in den Jahren zuvor für die Volkanix beim Farah Palmer Cup aktiv.

## Auszeichnungen
- 2010: Secondary Schools Sportswoman of the Year
- 2012: CAA Championship Most Outstanding Player
- 2014: AVCA All American

## Privates
Kelsie wuchs am Rande des beschaulichen Städtchens Matamata mit ihren beiden Brüdern auf. Beau studierte gleichzeitig mit seiner Schwester auf Long Island mit dem sportlichen Schwerpunkt Tennis. Vater Grant Wills kümmerte sich mit seinem ältesten Sohn Zeb um die tägliche Arbeit auf ihrer Farm, auf der sie Milchwirtschaft betrieben. Mutter Karen Preston war Lehrerin für Neueinsteiger an der Walton Primary School. Beide Eltern fanden daneben auch noch die Zeit, die erfolgreichen College Basketballteams zu trainieren und zu coachen und unterstützten nachhaltig die Ambitionen ihrer Kinder. Ihre Tochter machte 2015 ihren Abschluss im Rechnungswesen mit dem Nebenfach Finanzen. 2022 wirkte sie in einer Fernsehserie über Super Rugby Aupiki als Spielerin des Teams von Manawa mit. Am 30. Dezember desselben Jahres heiratete Kelsie Wills den Rugbyspieler Jeffrey Thwaites und nahm dessen Nachnamen an.